# Ivorra
Ivorra è un comune spagnolo di 165 abitanti situato nella comunità autonoma della Catalogna.

## Il miracolo eucaristico del 1010
Secondo la Chiesa cattolica, nella località di Ivorra, nel 1010, sarebbe avvenuto un miracolo eucaristico: mentre il parroco Bernat Oliver, che nutriva dubbi sulla transustanziazione stava celebrando l'eucaristia, il vino si tramutò in sangue vivo. Del miracolo il vescovo sant'Ermengol informò subito papa Sergio IV. Reliquie del miracolo (una tovaglia d'altare macchiata del sangue e altre reliquie donate da papa Sergio IV) furono poi raccolte in un prezioso reliquiario nel 1426 e nel 1663 fu costruito un santuario.

## Fonti
- Miracolo di Ivorra (PDF), su therealpresence.org.